# دانم که ندانم
«دانم که ندانم» (به انگلیسی: I know that I know nothing) (به یونانی: ἓν οἶδα ὅτι οὐδὲν οἶδα)‏(به لاتین: scio me nescire یا scio me nihil scire) نقل قولی بسیار مشهور از سقراط فیلسوف یونانی است.

## تعبیرهای ممکن

### نفی امکان کسب معرفت انسان
یکی از معانی که از این جمله برداشت شده‌است، این است که انسان هرگز نمی‌تواند چیزی را به یقین بداند. پرسشی که اینجا مطرح می‌شود این است که اگر هیچ نمی‌تواند بداند، پس چگونه می‌داند که هیچ چیز نمی‌داند؟ برخی این تعبیر را تحت عنوان پارادوکس سقراط، نوعی پارادوکس دروغگو برشمرده‌اند.
اما حالت دیگر این است که گفته شود منظور سقراط این بوده که انسان هرگز نمی‌تواند چیزی راجع به جهان خود را به یقین بداند، اما از احوال درونی خود به یقین می‌تواند معرفت یابد؛ پس می‌تواند بگوید که راجع به جهان به یقین چیزی نمی‌داند و تناقضی پیش نمی‌آید.
همچنین می‌تواند به این منظور باشد که انسان هرچقدر هم که بداند باز هم چیزهایی هستند که هنوز کشف نشده‌اند، و تعداد این چیزهای کشف نشده بسیار زیاد است؛ یعنی ما هرچقدر هم که بدانیم در مقابل چیزی که نمی‌دانیم بسیار بسیار ناچیز است.

### ناچیز شمردن معرفت کسب‌شده انسان
تعبیر دیگری که از سخن سقراط ممکن است، این است که منظور او این بوده که او علم ناچیزی دارد، آن‌قدر ناچیز که در برابر مجهولات او این علم صفر است. چنان که در شرح محاکمهٔ سقراط آمده که سقراط می‌گوید که یک‌بار از معبد دلفی دربارهٔ داناترین افراد پرسیده‌اند و پاسخ آمده که سقراط داناترین است. سقراط خود از این بابت مبهوت و متحیّر است؛ زیرا او می‌داند که دانشی ندارد؛ و خدا نیز ممکن نیست دروغ بگوید.
او سرانجام به این نتیجه می‌رسد که «فقط خدا داناست.» با این حساب چرا خدا سقراط را داناترین آدمیان دانسته‌است؟ سقراط پاسخ می‌دهد که منظور خدا شخص سقراط نیست، بلکه خدا نام سقراط را برای مثال به کار برده‌است؛ مانند اینکه بگوید «کسی داناست که مانند سقراط بداند که دانایی‌اش هیچ ارزشی ندارد.»

## جهل بسیط و جهل مرکب
برای توضیح بیشتر تمایز میان معرفت به سواء-معرفت و معرفت به معرفت؛ می‌توان جهل را به دو گونه مطلق (بسیط) و مرکّب تقسیم نمود. جهل بسیط آن است که انسان چیزی را نمی‌داند و خودش هم می‌داند که نمی‌داند، در این حالت ممکن است در مقام کسب دانایی آن برآید. یا لااقل به حرف دیگران گوش می‌دهد که اگر حقیقت است بپذیرد، بالاخره این جهل خیلی خطر ندارد؛ ولی جهل مرکب یا دُژآگاهی آن است که انسان نمی‌داند، و نمی‌داند که نمی‌داند و مثلاً به خاطر غرور، فکر می‌کند که می‌داند. اینگونه جهل، علاج ناپذیر است، چون غرور نمی‌گذارد جهل برطرف شود.
جهل مرکب یا نادانی به نادانی (نمی‌دانم که نمی‌دانم) گونه‌ای از نادانی است که شخص به نادانی خود آگاه نیست و خود را آگاه می‌پندارد؛ و به همین خاطر به دنبال برطرف کردن نادانی خود نیز نخواهد رفت، زیرا که علم به نادانی است که انسان را به سوی برطرف کردن نادانی خود می‌کشاند.
جمله‌های زیر اشاره به همین مطلب دارند:
- ابن‌سینا: «ایاک و فطانة بتراء».[۳] یعنی بترس از زرنگی ابتر؛ یعنی از زرنگی ناقص و نیمه زرنگی؛ منظور این است که انسان خوب است یا ساده باشد یا عاقل و فهمیده کامل. آدم‌های ساده، خودشان هم معمولاً می‌فهمند که ساده هستند ولی افراد نیم زرنگ که در بعضی موارد زرنگ هستند، خیال می‌کنند خیلی زرنگ هستند و همواره کارهای خود را خردمندانه می‌دانند اینگونه افراد، احمق‌ترین مردم و گرفتارترین آن‌ها هستند.
- امام محمد غزالی می‌گوید: همه چیز وجود ناقصش از عدم محض بهتر است، جز علم و دانش! یعنی مثلاً سلامتی یا مال و ثروت؛ اگر انسان هر مقداری داشته داشته باشد از آنکه هیچ نداشته باشد بهتر است ولی علم و دانش این‌گونه نیست، انسان کم‌سواد از بی‌سواد بدتر است؛ چون خیال می‌کند خیلی باسواد است و هیچگاه دنبال تکمیل آن نمی‌رود.

و همچنین در شعر زیر اشاره به نادانی (دانستن به ندانستن) خود می‌کند:
| دل گرچه در این بادیه بسیار شتافت |  | یک موی ندانست ولی موی شکافت  |
| اندر دل من هزار خورشید بتافت     |  | واخر به کمال ذره‌ای راه نیافت |

- سنایی: «رنجش هر کسی ز یک چیز است / رنجشِ من ز نیم دیوانه است».[۳] این شاعر می‌گوید: عقل هم نظیر علم است. یا انسان باید دیوانه کامل باشد یا عاقل کامل. نیمه عاقل و نیمه دیوانه، از دیوانه کامل ضررش بیشتر است. افرادِ نیرنگ‌باز و خدعه‌کار در جامعه، معمولاً همین انسان‌های «نیمه» هستند، یعنی آن‌ها که نیمه زرنگی دارند و تمام زرنگی ندارند. قرآن این منافق‌ها را جاهل مرکب می‌داند و می‌گوید این‌ها نمی‌دانند و خیال می‌کنند می‌دانند، شعور ندارند و می‌پندارند شعور دارند.
- خیام نیز در اشاره به نادانی خود چنین می‌گوید:

| هرگز دل من ز علم محروم نشد      |  | کم ماند ز اسرار که معلوم نشد |
| هفتادو دو سال فکر کردم شب و روز |  | معلومم شد که هیچ معلوم نشد   |

البته ممکن است از نادانی در بالا اشتباه برداشت شود، در بالا منظور از «هیچ» یا «نادانی» آن است که آن‌قدر نادانسته‌ها بسیار است که دانسته‌های ما تقریباً چیزی نیست هرکس همین را بداند که نمی‌داند (چه قدر نمی‌داند، چون میل به ندانستن (کامل) دارد، چنین می‌آید که نمی‌داند) خود ارزشمند است چنان که ابن سینا می‌گوید با این که دل یک موی (بسیار ناچیز) را شکافت (بسیار به دانستن پرداخت) اما حتی یک موی را هم نتوانست کاملاً بداند یا خیام که می‌گوید با همهٔ پیگیری‌هایش برای یادگیری علم (گرچه دانش، علم نیست ولی علم، دانش است) هیچ‌چیز یاد نگرفت. (چون مقدار دانسته‌هایش به صفر میل دارد، هیچ می‌آید.)
- ابن یمین در کتاب معراج السعاده سروده‌است:

| آن کس که بداند و بداند که بداند |
| اسب خرد از گنبد گردون بجهاند    |
| آن کس که بداند و نداند که بداند |
| آگاه نمایید که بس خفته نماند    |
| آن کس که نداند و بداند که نداند |
| لنگان خرک خویش به منزل برساند   |
| آن کس که نداند و نداند که نداند |
| در جهل مرکب ابدالدهر بماند      |